# كيث بوشامب
كيث بوشامب (بالإنجليزية: Keith Beauchamp)‏ هو صانع أفلام وثائقية أمريكي، ولد في 1972.